# Yesterday
Yesterday је песма Битлса, енглеске рок групе. Објављена је као сингл у августу 1965. са албума Help!. Нашла се на врху америчке топ листе синглова и касније доживела велики светски успех. Главни вокал и гитариста у песми је Пол Макартни уз пратњу гудачког квартета. Компанија Broadcast Music, Inc. ју је поставила на 3. место листе топ 100 песама 20. века.